# Combat de Boguila
Troisième guerre civile centrafricaine
Batailles
- Bouca
- Gaga
- Bouar
- Massacre de Bouar
- Incendie de Camp Bangui
- 1er Massacre de Boali
- 2e Bangui
- Bossangoa
- Opération Sangaris
- Bozoum
- Massacre de Bohong
- Massacre de Bossembélé‎
- Massacre de Bossemptélé
- Massacre de Baoro
- 2e Massacre de Boali
- 1er Grimari
- 2e Grimari
- Boguila
- Batangafo

Le combat de Boguila se déroule le 5 mai 2014 pendant la troisième guerre civile de Centrafrique.

## Prélude
Le 26 avril, la ville de Boguila est attaquée par un groupe de Seleka. Ces derniers, venus de Batangafo, assassinent en chemin deux personnes à Boningi et quatre autres à Bodjomo, dont deux catéchistes catholiques. À Boguila, les rebelles s'emparent de la localité sans rencontrer de résistance. Ils se divisent ensuite en deux groupes, le premier se porte sur le marché où des habitants sont rackettés. Le second gagne l'hôpital où il fait irruption au milieu d'une réunion entre des membres de Médecins sans frontières (MSF) et une quarantaine de leaders communautaires locaux. Les Seleka tuent 16 personnes dans l'hôpital, dont trois employés de MSF. Après leur raid, ils se replient sur Bémal,.
Au début du mois de mai, d'autres violences à Paoua font au moins 55 morts.

## Déroulement
Après ces violences, les forces françaises de l'Opération Sangaris lancent une mission de reconnaissance entre Bossangoa et Paoua. Les « Sangaris » engagent un détachement du GTIA Dragon constitué de l'état-major tactique et d'un peloton blindé du 12e régiment de cuirassiers et de deux sections d'infanterie du régiment de marche du Tchad, soit une centaine d'hommes au total,,,.
Le 5 mai, dans l'après-midi, les Français arrivent à Boguila lorsqu'il apprennent qu'un groupe d'une quarantaine de combattants lourdement armés se dirigent en direction de la localité avec deux pick-up et quinze motos. Les « Sangaris » se déploient alors pour leur barrer la route,,,.
Ces combattants s'avèrent être des Seleka de la troupe du général al-Khatim, numéro 2 de l'état-major militaire du mouvement. Venus de Bémal, ces hommes pourraient avoir été liés aux exactions commises les jours précédents. Lorsqu'ils arrivent à Boguila, ces derniers engagent immédiatement le combat contre les Français. 
L'affrontement commence vers 16 heures et dure environ trois ou quatre heures. Les Seleka tentent une manœuvre de débordement tandis que les « Sangaris » ont recours à des tirs mortiers de 81 mm et des missiles anti-chars Milan et Eryx. Deux avions Mirage 2000 basés à N'Djamena interviennent pendant l'affrontement et tirent une bombe guidée par laser GBU-12 sur les assaillants. Ce bombardement met fin au combat, les Seleka prennent la fuite, laissant leurs véhicules détruits,,,,,.
À l'issue du combat, les Français ne déplorent ni mort, ni blessé. Environ 10 à 15 Seleka sont tués dans l'affrontement.
Toute la nuit et jusqu'au lendemain, dans la matinée, les Français reprennent les patrouilles autour de Boguila, sans trouver aucune trace des assaillants seleka,.